# Ribadedeva
Ribadedeva (en asturiano: Ribedeva) es un concejo de la comunidad autónoma de Asturias. Situado en el extremo oriental de la región limita al norte con el mar Cantábrico, al sur con Peñamellera Baja, al oeste con Llanes y al este con Val de San Vicente en la vecina Cantabria, de la que se encuentra separada por el río Deva. De acuerdo al INE de 2021 cuenta con una población de 1724 habitantes.

## Geografía
Integrado en la comarca de Oriente de Asturias, su capital, Colombres, se sitúa a 133 kilómetros de Oviedo. El término municipal está atravesado por la autovía del Cantábrico (A-8), por la carretera N-634, entre los pK 281 y 285, y por carreteras locales que permiten la comunicación entre las pedanías. Parte del su territorio está integrado en diferentes figuras de protección como por ejemplo el paisaje protegido de la Sierra del Cuera y el paisaje protegido de la Costa Oriental de Asturias.

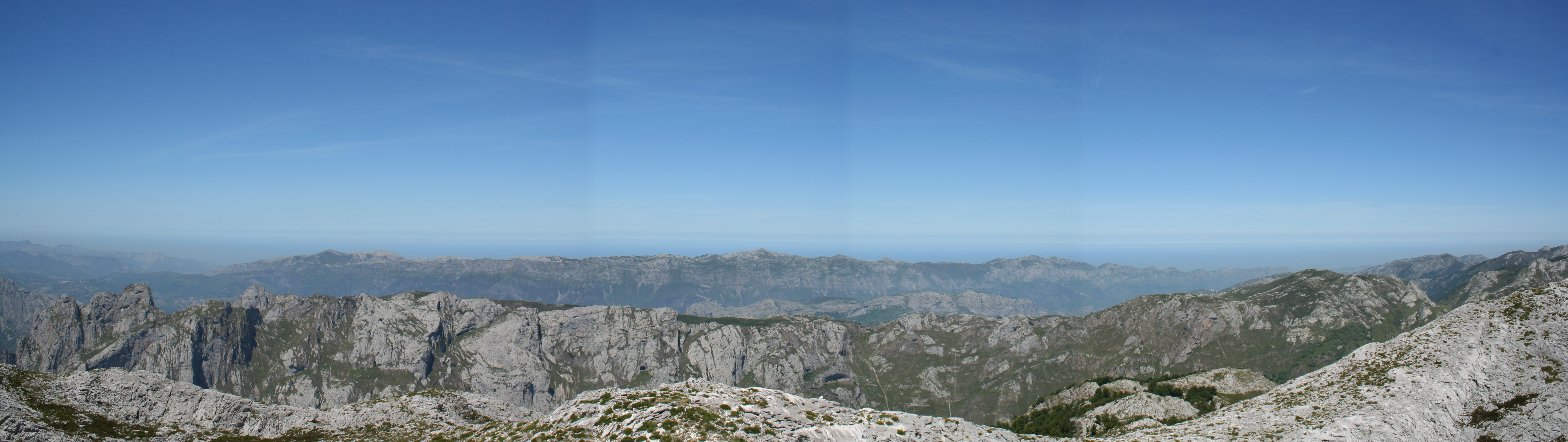
Panorámica de la sierra del Cuera

Geológicamente hablando, Ribadedeva presenta terrenos areniscos por la zona de Pimiango correspondiente a la Era Mesozoica, también presenta en la sierra de Tina conglomerados cuarzosos, arenisca roja y calizas. Los materiales más abundantes de la zona son manganeso, hierro, plomo y cinc. 
| Noroeste: Llanes                    | Norte: Mar Cantábrico | Noreste: Ría de Tina Mayor                                 |
| Oeste: Llanes                       |                       | Este: Val de San Vicente (Cantabria)                       |
| Suroeste: Llanes y Peñamellera Baja | Sur: Peñamellera Baja | Sureste: Val de San Vicente (Cantabria) y Peñamellera Baja |

Desde el punto de vista orográfico, el concejo está dividido por tres sistemas montañosos: la sierra de Cuera, que supera los 500 metros de altitud, una pequeña sierra (150 m), en cuya parte oriental se encuentra la capital Colombres, y, lindando con el mar, la sierra de Tina en el que destaca el pico del Cañón (202 m) encima de la ría de Tina Mayor por su parte oriental. Desde este punto y hasta la ría de Santiuste en su límite con Llanes, se extienden 9,5 km de costa y acantilados. La altitud oscila entre los 555 m en la sierra de Cuera y el nivel del mar. La capital, Colombres, se alza a 110 m sobre el nivel del mar. 

### Hidrografía
Dentro de su red hidrográfica destacan en Ribadedeva dos ríos. El río Cabra, que nace en la sierra del Cuera y sirve de límite con el concejo vecino de Llanes, desembocando en el Cantábrico por la ría de Santiuste. El río Deva, que señala el límite oriental del concejo con Cantabria, desemboca en el mar por la ría de Tinamayor. Otros accidentes fluviales del concejo son el río Ahijó que da sus aguas al Cabra, y el arroyo de Salcea que fluye en el Deva.

### Clima

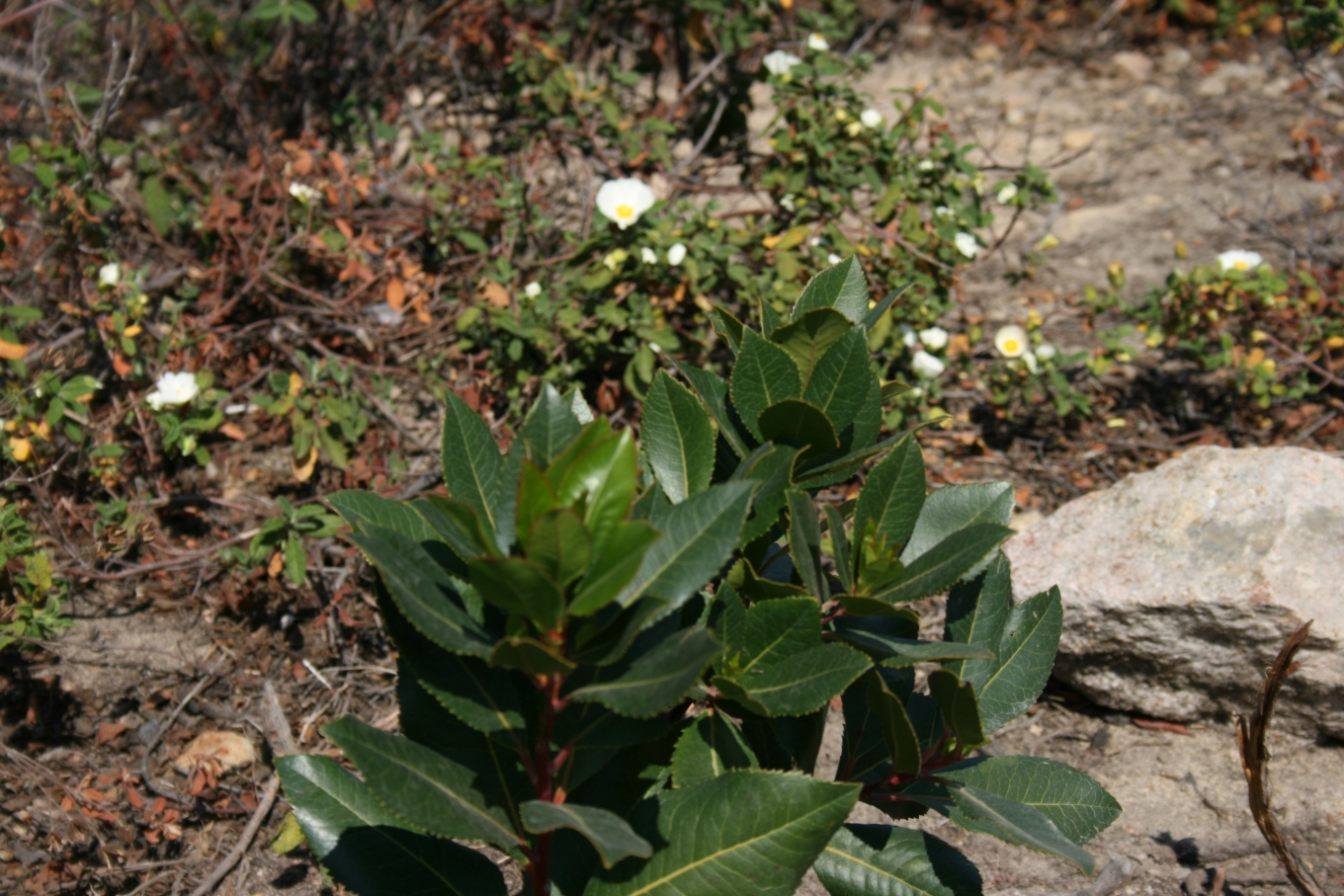
Joven madroño

El clima es oceánico, templado y lluvioso, mostrándonos una gran suavidad en las temperaturas, no sobrepasando la media veraniega los 20 °C, ni descendiendo de los 10 °C de temperatura media en invierno, siendo las brumas marinas persistentes en buenas épocas del año.

## Flora y fauna
En cuanto a su vegetación, hay que decir que predomina el monte de eucalipto sobre las demás especies, aunque también se pueden contemplar bosques ribereños, encinas, madroños y zarzaparrillas. De su fauna, destacaremos la fluvial, siendo el Deva uno de los ríos salmoneros de la región, pudiéndose ver igualmente truchas en todos ellos.

## Historia

### Prehistoria
La presencia de vida humana en la zona se remonta a la época paleolítica. De esta etapa histórica son los yacimientos descubiertos en las cuevas de Mazaculos y la de Espinoso situadas en la Franca, las cercanías de la desembocadura del río Cabra. En la cueva de Tinamayor se halló una conchera y en las inmediaciones de Pimiango se encuentra la famosa cueva del Pindal donde aparecen grabados y pinturas de animales como bisontes, caballos, ciervos, peces y mamuts.
De la etapa epipaleolítica son varios los asentamientos y yacimientos encontrados como los de Las Covariellas, Tina y Tronía. Además a este periodo corresponde el desaparecido enterramiento del Molino de Gasparín, hallazgo con connotaciones de ritual funerario, y en el que también se han encontrado tres picos asturienses, lo que relaciona los descubrimientos con la etapa asturiense.
Del periodo neolítico son un hacha de piedra pulimentada encontrada en el Covacho del Cazarru y los túmulos funerarios de La Jayuquera (San Juan), de El Trabe y de Bojes. De la edad de bronce y de hierro poco o nada se puede afirmar, solo la presencia en la zona de orgenomescos, que era un pueblo cántabro.

### Edad Media
En la Alta Edad Media el concejo, junto con Llanes, forma parte de la región Premoriense. De este periodo, concretamente del siglo X aparece mencionado el templo de Santa María de Tina en Piamango, en la cual se han localizado una necrópolis y restos de otra edificación que se cree pertenecían a los primeros tiempos de la Reconquista. La primera mención de Ribadedeva como entidad propia dentro de Asturias, es un documento de 1157, del archivo de San Salvador de Celorio y otro de 1169 de la misma procedencia, que habla de un tal don Gómez, tenente de Aguilar (actual Llanes) y Ribadedeva.
Después de la unión de los reinos de León y Castilla en 1230 bajo mandato de Fernando III de Castilla el territorio de Ribadedeva, junto con las dos Peñamelleras, es separado de Asturias y agregado a tierras castellanas, concretamente a la merindad denominada Asturias de Santillana, aunque eclesiásticamente todavía dependía de Oviedo. Esta situación se mantiene hasta 1833. En 1376 el rey Alfonso XI concede al pueblo ciertos privilegios, otorgándole el poder de elegir sus cargos concejiles y sus propios jueces.
Hacia los siglos XIII y XIV se sitúa la construcción de la torre de Noriega, exponente máximo del poder señorial que ejercían la familia Noriega en el concejo. En 1517 se tiene constancia del paso del emperador Carlos I de España por la capital Colombres, y de la que recogió el cronista Laurent Vital como "mala aldea o cabañal".

### Edad Moderna

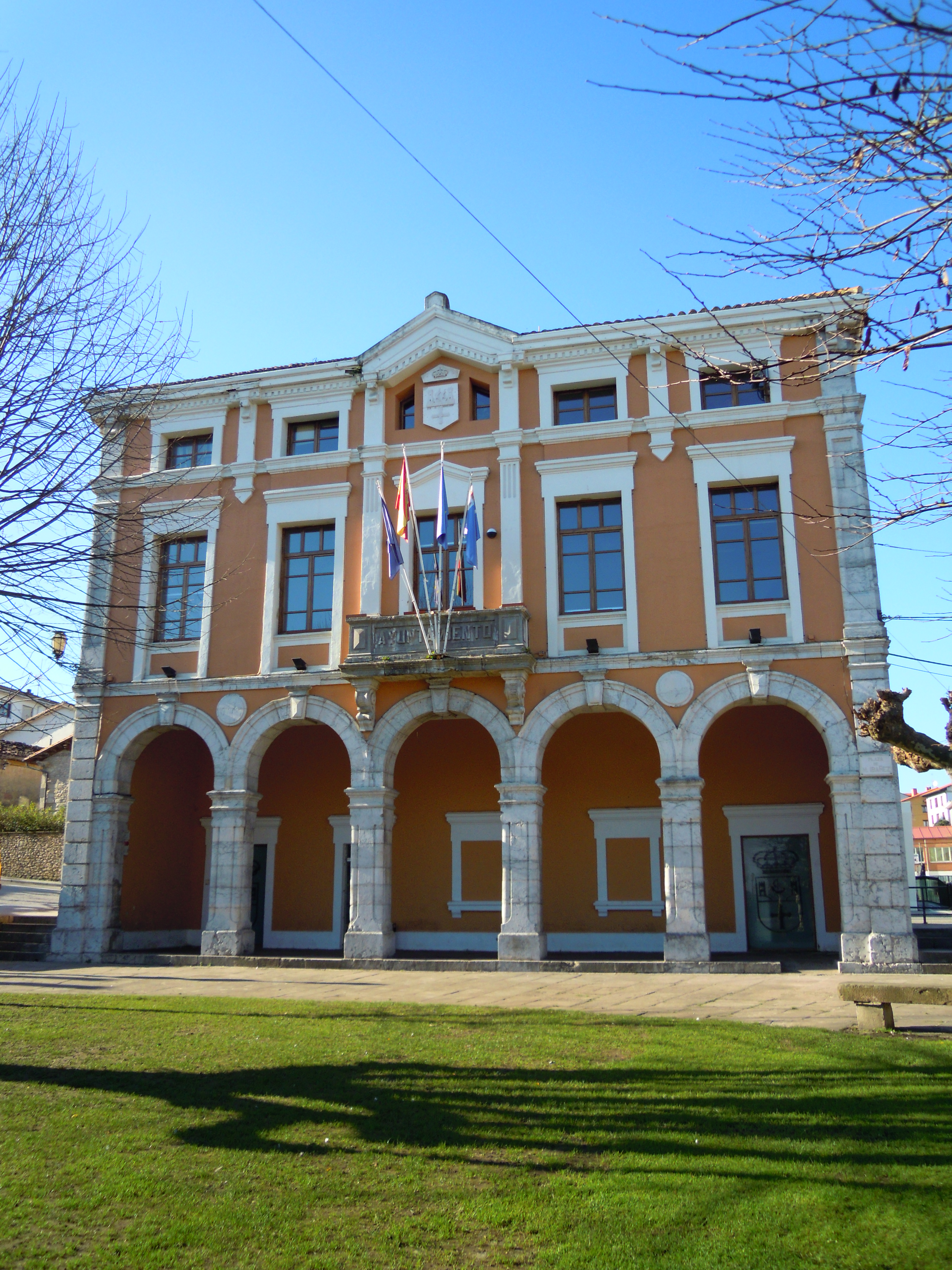
Casa consistorial

En la Edad Moderna, Ribadedeva forma parte del corregimiento de las cuatro villas de la Costa de la Mar, y a partir de 1749 del partido del Bastón de Laredo, teniendo representación en las juntas cántabras de 1778 a 1815. En el siglo XVIII recibe el concejo el nombre de Real Valle de Ribadedeva siendo sus habitantes “hidalgos” no sometidos a ningún señorío. El gobierno se ejercía en cada pueblo que convocaba su propio concejo y nombraba un regidor dependiente de la Justicia ordinaria. De este modo se organizaba el valle administrativamente, además hay que destacar el privilegio que tiene el concejo con la exención del pago de alcabalas.
La Guerra de la Independencia tuvo una gran repercusión en toda la zona, estableciendo el ejército asturiano su línea de defensa en los ríos Deva y Pesués bajo mando del general Ballesteros. Esta defensa fue atacada por el general Francés Bonet, franqueándola e invadiendo la zona rápidamente. Las guerras carlistas también tuvieron su parte de historia en el concejo asentándose en la zona las partidas del coronel Arroyo y de Flórez.

### Edad Contemporánea
El acontecimiento histórico más relevante de este siglo es la integración de Ribadedeva en la provincia de Oviedo en 1833, merced a la nueva distribución territorial de España, constituyéndose ese mismo año el primer ayuntamiento. 
El escudo del concejo, incluye en el primer cuartel las cabezas de los Santos mártires Emeterio y Celedonio, una carabela embistiendo una cadena que sostiene dos torres de oro almenadas, puestas sobre dos torres de plata. En el segundo cuartel, la Cruz de la Victoria sobre fondo azur, en referencia a su reintegración asturiana después de la separación que sufrió. Representan las armas de la ciudad de Santander y las del Principado de Asturias respectivamente.
A partir de mediados de este siglo empiezan a efectuarse las emigraciones ultramarinas a América, consiguiendo grandes fortunas que reinvertirían en mejoras urbanísticas y de servicios básicos de los pueblos.
A comienzos del siglo XX se unen las líneas ferroviarias que unen Asturias con Santander y se mejoran las carreteras. Durante la República el concejo queda en manos del Frente Popular, hasta que se produce el alzamiento militar que origina la guerra civil española y que tiene su repercusión en el concejo, con la entrada de las tropas sublevadas en la zona en septiembre de 1937. El 1 de octubre de 1937, milicianos del PSOE fusilaron en La Franca a 117 (ciento diecisete) personas, de las cuales 87 eran guardias civiles que estaban siendo conducidos hacia Gijón tras la caída o liberación (según el punto de vista) de Santander, lo que constituye uno de los crímenes de guerra más desconocidos, aunque no de los más crueles, de cuantos se cometieron en la retaguardia republicana especialmente en 1936, 1937 y últimos semanas de guerra, ya en el 39. En 1948, la playa de La Franca fue escenario de la emboscada en la que cayeron algunos de los combatientes de los residuos del autodenominado Ejército Popular de la República, D. Corsino y D. Eduardo Castiello. Eduardo había participado en el asesinato de aquellas 107 personas.

## Demografía
Ribadedeva cuenta con una población de 1693 habitantes (INE 2024).
| Gráfica de evolución demográfica de Ribadedeva entre 1842(1) y 2021 |
| |
| (1) En este censo se denominaba Riba de Deva (2) En estos censos se denominaba Rivadedeva Población de derecho según los censos de población del INE Población de hecho según los censos de población del INE |

Ribadedeva no fue una excepción, demográficamente hablando, dentro de los concejos orientales del Principado, por lo que también sufriría los avatares de la emigración, primero a tierras americanas y más tarde a Centroeuropa y las zonas centrales más industriales de Asturias, especialmente hacia Gijón y Avilés. Así, desde que en la década de 1930 se produjo la cota máxima de la población con 3424 habitantes, la pérdida paulatina de la población ha sido constante y progresiva, dejando el concejo actualmente con una baja densidad de población y un tipo de poblamiento marcadamente concentrado, siendo Colombres el núcleo más habitado.

### Población porparroquias
Desglose de población según el Padrón Continuo por Unidad Poblacional del INE.
| Núcleos   | Habitantes (2016) | Varones | Mujeres |
| --------- | ----------------- | ------- | ------- |
| Colombres | 1347              | 636     | 711     |
| Noriega   | 277               | 142     | 135     |
| San Juan  | 167               | 82      | 85      |

## Economía
Económicamente hablando, el sector primario es el que predomina en todo el concejo, empleando a un total del 45,5% de la población activa. La ganadería es la actividad principal del sector, siendo la estabulación vacuna orientada a la producción láctea la principal ocupación. La pesca está representada en la ría de Tinamayor, donde reside un pequeño puerto pesquero con una decena de embarcaciones, agrupadas con sus vecinos de Unquera en la cooperativa de Tinamayor, que cuenta con una moderna lonja.
El sector secundario y el de la construcción representan al 17,08% de los empleos locales, mayoritariamente agrupados en torno a la edificación y obras públicas, siendo importante para el concejo también la fábrica de productos lácteos que hay en el concejo situada en El Peral.
El sector terciario, de los servicios, es el único que sigue una tendencia al alza con un 37,42% de los empleos, gracias sobre todo a la pujanza actual del turismo, contando el concejo con unas buenas infraestructuras, tanto de hoteles, como de restaurantes y de cámpines. Un destacamento importante del concejo es la fundación “Archivo de Indianos” localizada en Colombres.

## Administración y política

### Gobierno municipal
En el concejo de Ribadedeva, desde 1979, el partido que más tiempo ha gobernado ha sido el PSOE, que lo hace ya desde el año 1991 ininterrumpidamente. El actual alcalde es el socialista Jesús Bordás Vargas, quien gobierna con mayoría absoluta desde 2011.
| Periodo   | Nombre                      | Partido | Partido                                    |
| --------- | --------------------------- | ------- | ------------------------------------------ |
| 1979-1983 | Antonio Gutiérrez Gamo      |         | Unión de Centro Democrático (UCD)          |
| 1983-1991 | Antonio Gutiérrez Gamo      |         | Independiente                              |
| 1991-2003 | Modesto Bordás Rodríguez    |         | Federación Socialista Asturiana (FSA-PSOE) |
| 2003-2011 | Alejandro Reimóndez Cantero |         | Federación Socialista Asturiana (FSA-PSOE) |
| 2011-2023 | Jesús Bordás Vargas         |         | Federación Socialista Asturiana (FSA-PSOE) |
| 2023-act. | Jorge Martínez Martínez     |         | Juntos por Ribadedeva                      |

| Partido político    | Partido político                                                    | 1979   | 1983   | 1987   | 1991   | 1995   | 1999   | 2003   | 2007   | 2011   | 2015   | 2019   | 2023   |
| Partido político    | Partido político                                                    | Ediles | Ediles | Ediles | Ediles | Ediles | Ediles | Ediles | Ediles | Ediles | Ediles | Ediles | Ediles |
|                     | Federación Socialista Asturiana (FSA-PSOE)                          | 4      | 4      | 3      | 6      | 7      | 6      | 6      | 7      | 5      | 7      | 5      | 3      |
|                     | Alianza Popular (AP)-Partido Popular (PP)                           | —      | 1      | 1      | 1      | 2      | 3      | 3      | 2      | 2      | —      | —      | 2      |
|                     | Foro Asturias (FAC)                                                 | —      | —      | —      | —      | —      | —      | —      | —      | 2      | 2      | —      | —      |
|                     | Unión de Centro Democrático (UCD)-Centro Democrático y Social (CDS) | 5      | —      | —      | 4      | —      | —      | —      | —      | —      | —      | —      | —      |
|                     | Grupo Independiente por Ribera (GIR)                                | —      | —      | 7      | —      | 2      | —      | —      | —      | —      | —      | —      | —      |
|                     | Juntos por Ribadedeva                                               | —      | —      | —      | —      | —      | —      | —      | —      | —      | —      | 4      | 4      |
|                     | Independientes                                                      | —      | 6      | —      | —      | —      | —      | —      | —      | —      | —      | —      | —      |
| Total de concejales | Total de concejales                                                 | 9      | 11     | 11     | 11     | 11     | 9      | 9      | 9      | 9      | 9      | 9      | 9      |

### Organización territorial
El concejo de Ribadedeva está dividido en 3 parroquias rurales:
Colombres
- Bustio
- Colombres
- La Franca
- Pimiango

Noriega
- Bojes
- Boquerizu
- Noriega

San Juan
- Andinas
- Vilde
- Villanueva

## Cultura

### Arte

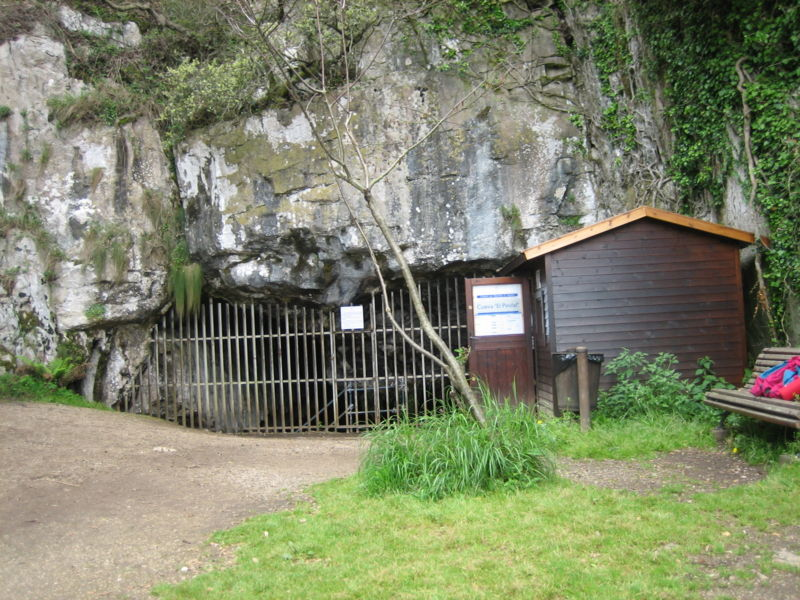
Entrada a la cueva del Pindal

Dentro de los monumentos prehistóricos de la zona hay que destacar los yacimientos descubiertos en las cuevas del Pindal y Mazaculos y que fueron declarados bienes de interés cultural. La del Pindal se encuentra situada en las inmediaciones de Pimiango, fue descubierta en 1908 y en ella fueron encontradas pinturas y grabados de animales como caballos, bisontes, mamuts..., formando una de las mayores muestras del arte rupestre asturiano. Las de Mazaculos son dos que están situadas en las cercanías de La Franca. También contienen pinturas rupestres, aunque han sufrido diversos actos vandálicos.
De su arquitectura religiosa hablaremos de la iglesia de Santa María de Tina, templo del siglo XIII y que hoy se encuentra en estado ruinoso. Era de estilo cisterciense y su cabecera poseía tres ábsides semicirculares, de los cuales el central era de mayor tamaño y altura. De esta iglesia era la imagen hoy conservada en la iglesia parroquial de San Roque en Pimiango, de Nuestra Señora de Tina.
Otra iglesia destacable es la de Santa María en Colombres construida por el arquitecto Darío de Regoyos a finales del siglo XIX. Su fachada es historicista y neobarroca y posee dos torres cuadradas flanqueando el cuerpo central.
También mencionaremos la ermita de San Emeterio en Pimiango, situada al lado de la cueva del Pindal. Cuenta con una única nave y un pórtico adosado que recorre todo el lateral que está sobre la pradera y se apoya en columnas de piedra sobre un muro.
En cuanto a su arquitectura popular y señorial, en  Noriega se puede visitar la Torre de Noriega, edificación medieval del siglo XIII que recibió posteriores construcciones. Es de planta cuadrada, posee cuatro pisos, estando en el segundo la entrada. Se cree que tenía un foso y puente levadizo. Adosado al palacio existe una capilla del siglo XVIII, así como una casona.
En Pimiango localizamos el Palacio del Pedroso, de origen medieval y reformado en los siglos posteriores. Destacan en él un balcón barroco y un arco de medio punto en la entrada principal.
En El Peral, destacar la arquitectura de su cementerio municipal así como la "Capilla del Bau" incluida dentro del recorrido del "Camino de Santiago".
En Colombres podemos disfrutar de la Quinta Guadalupe, edificio de estilo ecléctico construido en 1905. Actualmente es la sede del Archivo de Indianos. También en Colombres tenemos la casa de Piedra, de principios del siglo XX y de claro estilo montañés. Hoy ha sido adquirido por el Ayuntamiento para ubicar allí la Casa de Cultura.
Igual de importante son otros edificios de la capital como el ayuntamiento, la Casa Roja, o la plaza de Ibáñez Posada.
Como se puede observar, importante ha sido la aportación de la población indiana en la zona, lo que llevó a la creación del archivo histórico en el municipio. No solo en edificios privados invirtieron su dinero, sino que aportaron su granito de arena en la mejora y modernización de los pueblos del concejo.

### Fiestas
Entre sus principales fiestas, destacaremos:
- Fiesta de San Juan Evangelista en Boquerizo el 27 de diciembre.
- Las fiestas de San Emeterio en Pimiango en el mes de marzo.

- Las fiestas de Boquerizo el 2 de junio.

- Las fiestas de El Carmen en Bustio en el mes de julio.

- Las fiestas de Nuestra Señora de los Ángeles el 2 de agosto en La Franca.

- Las fiestas de Las Nieves en El Peral el 5 de agosto.

- En el mes de agosto tenemos las fiestas de La Sacramental y el Festival Folclórico Nacional en Colombres.

- El día 9, 10 y 11 de agosto San Lorenzo en Noriega
- Las fiestas del glorioso San Andrés uno de los 12 apóstoles el 30 de noviembre en La Franca.

No pueden faltar en las fiestas de los pueblos del concejo elementos festivos tradicionales como la popular subasta de los Ramos, las hogueras, las particiones de troncos, así como los bailes y trajes típicos de la zona.